# Miss Universo 1992
Miss Universo 1992 foi a 41ª edição do concurso, realizada no Centro Nacional de Convenções Rainha Sirikit em Bangkok, Tailândia, em 8 de maio de 1992. Setenta e oito candidatas disputaram o título, conquistado por Michelle McLean, da Namíbia.
Este foi o primeiro título da Namíbia e o segundo título de um país africano, desde a vitória de Margaret Gardiner, da África do Sul, em 1978. Esta também foi a primeira vez que o concurso foi realizado na Tailândia, quatro anos depois que Porntip Nakhirunkanok foi coroada Miss Universo 1988, o segundo título deste país.

## Evento
Este foi um ano de grande qualidade de participantes, com duas 'gigantes' chamando imediatamente a atenção de imprensa e do público: Caroline Izsak, Miss Venezuela, alta, elegante, de olhos verdes e lembrando uma Elizabeth Taylor mais jovem e alta, e Michelle McLean, da Namíbia,que era a mais alta entre as competidoras com seus 1,85m,o que lhe davam certa vantagem,pois tinha porte e elegância e era uma figura já conhecida em concursos de belezas e que havia ficado entre as 5 finalistas do Miss Mundo do ano anterior. Além delas, as apostas estavam na Miss Colômbia, Paola Turbay  e nas asiáticas Madhu Sapre da Índia e na dona da casa Ornanong Panyawong. Da Europa, as favoritas eram as candidatas dos Países Baixos:a bombshell belga Anke van Dermeerch e a holandesa Vivian Jansen. Para tornar as coisas ainda mais disputadas, as Ilhas Virgens Americanas trouxeram aquela que talvez foi sua candidata mais forte na história, Cathy-Mae Sitaram e a Miss Equador, Soledad Diab, foi eleita Miss Fotogenia, o que dava aos equatorianos a esperança de ver sua representante ser a segunda na história do país a chegar às finais.
Na abertura da final,todas as candidatas ao título entraram no grande palco com seus trajes típicos, atrás da Miss Universo 1991 Lupita Jones, montada num enorme elefante adornado por uma carapaça de ouro e prata. E enquanto Jones acenava para as câmeras com sua coroa na cabeça, o início das transmissões era anunciado pelo locutor com um "ao vivo de Bangkok".
Após as preliminares, era a Miss Venezuela liderava a competição,que abriu uma grande vantagem sobre McLean, depois de ganhar  todas as três etapas. As Top 10 foram Venezuela, Namíbia, Bélgica, Austrália, Colômbia, Índia, Holanda, Nova Zelândia, EUA e Miss Suécia, que empatou com a islandesa Svava Haraldsdóttir, mas acabou ganhando a vaga por ter sido melhor no critério desempate (a entrevista). Após as semifinais, Izrak continuou a liderar, mas ao passar da noite a "gordura" entre a Miss Venezuela e as outras candidatas foi sendo queimada e ela acabou perdendo a vantagem conquistada.

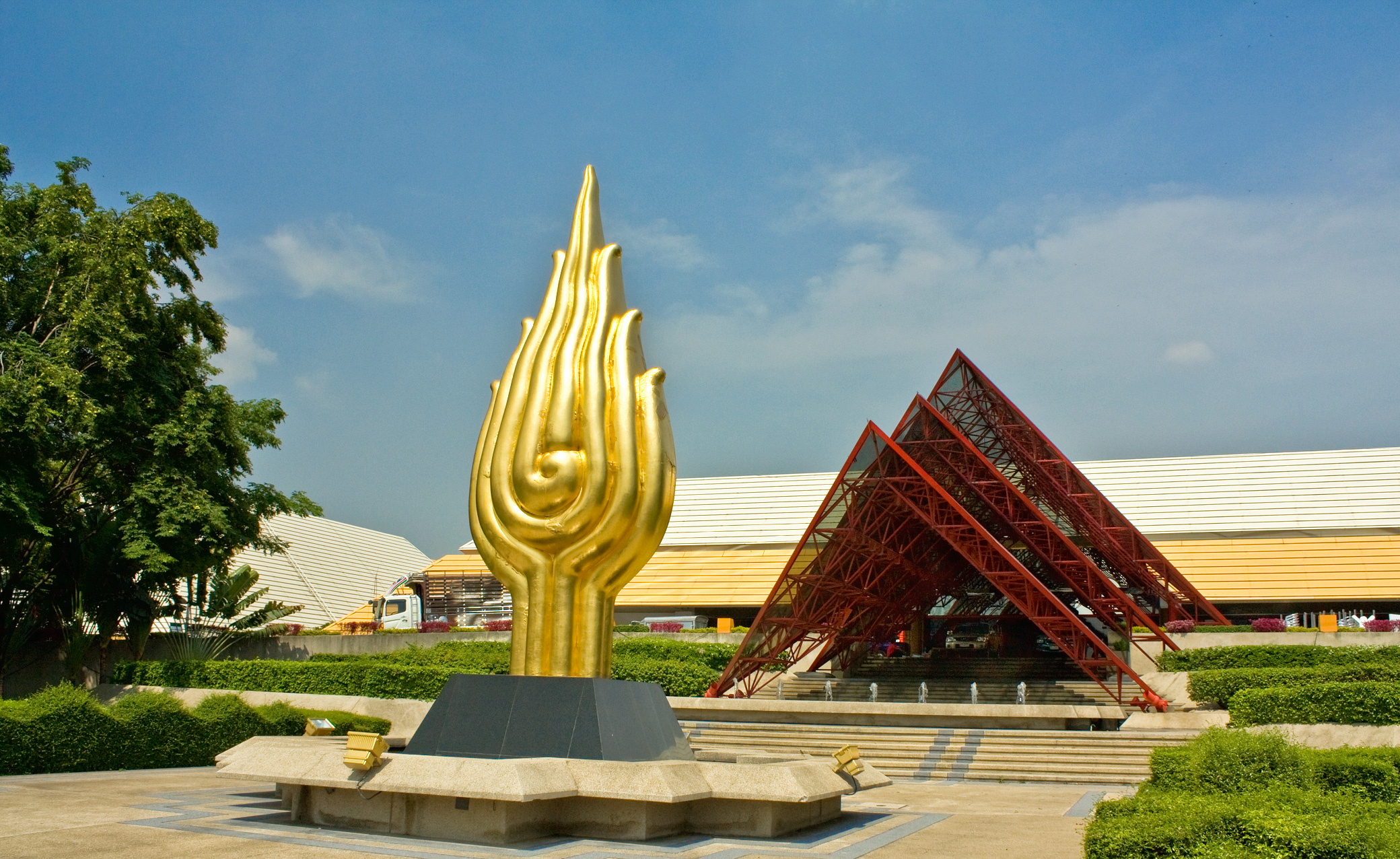
Centro Nacional de Convenções Rainha Sirikit, onde aconteceu o concurso.

O Top 6 foi formado por três mulheres de vestidos vermelhos, Namíbia, Índia e Colômbia, e três mulheres de verde, Venezuela, Holanda e Bélgica. Após a rodada de perguntas dos jurados, apenas as três mulheres de vermelho continuaram na disputa e a favorita venezuelana  acabou tenhdo . No final, apesar de brilhantes respostas da indiana Sapre na pergunta temática,elas não agradaram os jurados,e ela acabou terminando em terceiro,com Israk em segundo.Assim,a Namíbia fez sua primeira e única Miss Universo com Michelle McLean, que recebeu coroa, faixa e flores de três Misses Universo, a sua antecessora Lupita Jones e as tailandesas Apasra Hongsakula, Miss Universo 1965 e Porntip Nakhirunkanok, Miss Universo 1988.
McLean é considerada uma das melhores Miss Universo de todos os tempos, realizando um extraordinário trabalho entre as crianças pobres de seu país e a pioneira por ser a primeira a defender a causa das pessoas soropositivas. Ela se tornou embaixadora da Organização das Nações Unidas para a África e continua fazendo um grande trabalho de caridade hoje em dia. Considerada heroína nacional ao retornar à casa, é creditado a ela por muitos observadores o fato de seu triunfo ter servido para unir um povo multiétnico, que saía então das atrocidades de uma política do Apartheid;a Namíbia fez parte do território sul-africano por muitos anos e apenas em 1992 antes se tornara um país independente. Graças a seu trabalho e envolvimento,três anos depois o concurso foi realizado na Namíbia, sendo até hoje o único concurso realizado em solo africano.

## Resultados
| Colocação                | Candidata                                                         | País                                                |
| ------------------------ | ----------------------------------------------------------------- | --------------------------------------------------- |
| Miss Universo 1992       | Michelle McLean                                                   | Namíbia                                             |
| 2º lugar                 | Paola Gómez                                                       | Colômbia                                            |
| 3º lugar                 | Madhushri Sapre                                                   | Índia                                               |
| Semifinalistas (Top 6):  | Anke van Dermeersch Vivian Jansen Carolina Izsak                  | Bélgica · Países Baixos · Venezuela                 |
| Semifinalistas (Top 10): | Georgina Denahy Shannon LaRhea Marketic Lisa Montalk Monica Brodd | Austrália · Estados Unidos · Nova Zelândia · Suécia |
| Premiações especiais     |                                                                   |                                                     |
| Miss Simpatia            | Barbara Johnson                                                   | Turks e Caicos                                      |
| Miss Fotogenia           | Soledad Diab                                                      | Equador                                             |
| Melhor Traje Típico      | Pamela Zarza                                                      | Paraguai                                            |
| Melhor Traje de Banho    | Carolina Izsak                                                    | Venezuela                                           |

## Jurados
- Kim Alexis – supermodelo americana.
- Miriam Makeba – cantora sul-africana e ativista de direitos civis.
- Estelle Getty – atriz americana
- Robin Leach – escritor inglês de entretenimento
- Luis Enrique – cantor e compositor nicaraguense.
- Marion Dougherty – diretora de elenco da Warner Bros.
- Ron Duguay – jogador canadense de hóquei no gelo.
- Vijay Amritraj – ex-tenista indiano.
- Khunying Sasima Srivikorn – empresária tailandesa.

## Candidatas
Em negrito, a candidata eleita Miss Universo 1992. Em itálico, as semifinalistas.
| - Alemanha - Monica Resch - Argentina - Laura Rafael - Aruba - Yerusha Rasmijn - Austrália - Georgina Denehy (SF) - Áustria - Katrin Friedl - Bahamas - Fontella Chipman - Bélgica - Anke van Dermeersch (F) - Bermudas - Colita Joseph - Bolívia - Natasha Arana - Brasil - Maria Carolina Portella - Bulgária - Mihaela Nikolova - Canadá - Nicole Dunsdon - Chile - Marcela Vacarezza - Chipre - Militsa Papadopolou - Cingapura - Cori Teo - Colômbia - Paola Turbay (2°) - CEI - Lidia Kuborskaya - Coreia do Sul - Young-Hyun Lee - Costa Rica - Jessica Fredrich - Curaçao - Mijanou de Paula - Dinamarca - Anne Voss - Egito - Lamia Mohammed - El Salvador - Melissa Salazar - Equador - Soledad Diab (MF) - Espanha - Virginia Garcia (3° TT) - Estados Unidos - Shannon Marketic (SF) - Filipinas - Elizabeth Berroya - Finlândia - Kirsi Syrjanen - França - Linda Hardy - Grã-Bretanha - Tiffany Stanford - Grécia - Marina Tsintikidou - Guam - Cheryl Payne - Guatemala - Nancy Perez - Honduras - Monica Rapalo - Hungria - Dora Patko - Ilhas Caimã - Yvette Jordison - Ilhas Cook - Jeannine Tuavera - Ilhas Virgens Americanas - Cathy-Mae Sitaram - Ilhas Virgens Britânicas - Alicia Burke | - Índia - Madhu Sapre (3°) - Irlanda - Jane Thompson - Islândia - Svava Haraldsdóttir - Israel - Eynat Zmora - Jamaica - Bridgette Rhoden - Japão - Akiko Ando - Líbano - Abeer Sharrouf - Luxemburgo - Carole Redding - Malásia - Crystal Yong - Malta - Julienne Camilleri - Marianas Setentrionais - Imelda Antonio - Ilhas Maurícias - Stephanie Raymond - México - Monica Zuñiga - Namíbia - Michelle McLean (1°) - Nicarágua - Ida Patricia Delaney - Nigéria - Sandra Petgrave - Noruega - Anne Galaen - Nova Zelândia - Lisa Maree de Montalk (SF) - Países Baixos - Vivian Jansen (F) - Panamá - Ana Cecilia Orillac - Paraguai - Pamela Zarza (TT) - Peru - Aline Santos - Polónia - Izabela Filipowska - Porto Rico - Daisy Garcia - Portugal - Maria Fernanda Silva - Quênia - Aisha Lieberg - República da China (Taiwan) - Shih Hsiu Chieh - República Dominicana - Liza Gonzales - Roménia - Corina Corduneanu - Sri Lanka - Hiranthi Divapriya - Suécia - Monica Brodd (SF) - Suíça - Sandra Aegerter - Suriname - Nancy Kasann - Tailândia - Ornanong Panyawong (2° TT) - Tchecoslováquia - Michaela Malacova - Turcas e Caicos - Barbara Johnson (MS) - Turquia - Elif Ilgaz - Uruguai - Gabriela Ventura - Venezuela - Carolina Izsak (F, MM) |